# Danh sách tập của Hell's Kitchen (Loạt chương trình truyền hình Mỹ)
Hell's Kitchen là một chương trình truyền hình thực tế về nấu ăn của Mỹ (dựa trên loạt chương trình truyền hình cùng tên của Anh) được phát sóng trên Fox và công chiếu lần đầu vào ngày 30 tháng 5 năm 2005. Chương trình được tổ chức bởi đầu bếp nổi tiếng Gordon Ramsay.
Vào ngày 1 tháng 2 năm 2022, loạt chương trình đã được làm mới lại cho mùa thứ 21 và mùa thứ 22, với mùa thứ 21 phát sóng từ tháng 9 năm 2022 đến tháng 2 năm 2023 và mùa thứ 22 phát sóng từ tháng 9 năm 2023 đến tháng 1 năm 2024.
Tính đến ngày 25 tháng 1 năm 2024, 346 tập của Hell's Kitchen đã được phát sóng, hiện mùa thứ 22 đã kết thúc.

## Tổng quan về chương trình
| Mùa | Mùa | Số tập | Số tập | Phát sóng gốc       | Phát sóng gốc        |
| Mùa | Mùa | Số tập | Số tập | Phát sóng lần đầu   | Phát sóng lần cuối   |
| --- | --- | ------ | ------ | ------------------- | -------------------- |
|     | 1   | 11     | 11     | 30 tháng 5 năm 2005 | 1 tháng 8 năm 2005   |
|     | 2   | 11     | 11     | 12 tháng 6 năm 2006 | 14 tháng 8 năm 2006  |
|     | 3   | 11     | 11     | 4 tháng 6 năm 2007  | 13 tháng 8 năm 2007  |
|     | 4   | 15     | 15     | 1 tháng 4 năm 2008  | 8 tháng 7 năm 2008   |
|     | 5   | 15     | 15     | 29 tháng 1 năm 2009 | 14 tháng 5 năm 2009  |
|     | 6   | 15     | 15     | 21 tháng 7 năm 2009 | 13 tháng 10 năm 2009 |
|     | 7   | 15     | 15     | 1 tháng 6 năm 2010  | 10 tháng 8 năm 2010  |
|     | 8   | 15     | 15     | 22 tháng 9 năm 2010 | 15 tháng 12 năm 2010 |
|     | 9   | 16     | 16     | 18 tháng 7 năm 2011 | 19 tháng 9 năm 2011  |
|     | 10  | 20     | 20     | 4 tháng 6 năm 2012  | 10 tháng 9 năm 2012  |
|     | 11  | 22     | 22     | 12 tháng 3 năm 2013 | 25 tháng 7 năm 2013  |
|     | 12  | 20     | 20     | 13 tháng 3 năm 2014 | 24 tháng 7 năm 2014  |
|     | 13  | 16     | 16     | 10 tháng 9 năm 2014 | 17 tháng 12 năm 2014 |
|     | 14  | 16     | 16     | 3 tháng 3 năm 2015  | 9 tháng 6 năm 2015   |
|     | 15  | 16     | 16     | 15 tháng 1 năm 2016 | 29 tháng 4 năm 2016  |
|     | 16  | 16     | 16     | 23 tháng 9 năm 2016 | 2 tháng 2 năm 2017   |
|     | 17  | 16     | 16     | 29 tháng 9 năm 2017 | 2 tháng 2 năm 2018   |
|     | 18  | 16     | 16     | 28 tháng 9 năm 2018 | 8 tháng 2 năm 2019   |
|     | 19  | 16     | 16     | 7 tháng 1 năm 2021  | 22 tháng 4 năm 2021  |
|     | 20  | 16     | 16     | 31 tháng 5 năm 2021 | 13 tháng 9 năm 2021  |
|     | 21  | 16     | 16     | 29 tháng 9 năm 2022 | 9 tháng 2 năm 2023   |
|     | 22  | 16     | 16     | 28 tháng 9 năm 2023 | 25 tháng 1 năm 2024  |

## Các tập

### Mùa 1 (2005)
| TT. tổng thể | TT. trong mùa phim | Tiêu đề   | Ngày phát hành gốc  | Người xem tại U.S. (triệu) |
| ------------ | ------------------ | --------- | ------------------- | -------------------------- |
| 1            | 1                  | "Ngày 1"  | 30 tháng 5 năm 2005 | 6.80                       |
| 2            | 2                  | "Ngày 2"  | 6 tháng 6 năm 2005  | 6.98                       |
| 3            | 3                  | "Ngày 3"  | 13 tháng 6 năm 2005 | 7.54                       |
| 4            | 4                  | "Ngày 4"  | 20 tháng 6 năm 2005 | 6.93                       |
| 5            | 5                  | "Ngày 5"  | 27 tháng 6 năm 2005 | 7.13                       |
| 6            | 6                  | "Ngày 6"  | 11 tháng 7 năm 2005 | 5.66                       |
| 7            | 7                  | "Ngày 7"  | 11 tháng 7 năm 2005 | 6.65                       |
| 8            | 8                  | "Ngày 8"  | 18 tháng 7 năm 2005 | 6.70                       |
| 9            | 9                  | "Ngày 9"  | 25 tháng 7 năm 2005 | 7.42                       |
| 1011         | 1011               | "Ngày 10" | 1 tháng 8 năm 2005  | 6.698.94                   |

### Mùa 2 (2006)
| TT. tổng thể | TT. trong mùa phim | Tiêu đề                          | Ngày phát hành gốc  | Người xem tại U.S. (triệu) |
| ------------ | ------------------ | -------------------------------- | ------------------- | -------------------------- |
| 12           | 1                  | "12 Đầu bếp"                     | 12 tháng 6 năm 2006 | 5.89                       |
| 13           | 2                  | "11 Đầu bếp"                     | 12 tháng 6 năm 2006 | 7.54                       |
| 14           | 3                  | "9 Đầu bếp"                      | 19 tháng 6 năm 2006 | 7.50                       |
| 15           | 4                  | "8 Đầu bếp"                      | 26 tháng 6 năm 2006 | 7.97                       |
| 16           | 5                  | "7 Đầu bếp"                      | 10 tháng 7 năm 2006 | 6.42                       |
| 17           | 6                  | "6 Đầu bếp"                      | 17 tháng 7 năm 2006 | 7.19                       |
| 18           | 7                  | "5 Đầu bếp"                      | 24 tháng 7 năm 2006 | 7.45                       |
| 19           | 8                  | "4 Đầu bếp"                      | 31 tháng 7 năm 2006 | 7.84                       |
| 20           | 9                  | "3 Đầu bếp"                      | 7 tháng 8 năm 2006  | 8.13                       |
| 21           | 10                 | "2 Đầu bếp"                      | 14 tháng 8 năm 2006 | 7.63                       |
| 22           | 11                 | "Người chiến thắng được công bố" | 14 tháng 8 năm 2006 | 9.54                       |

### Mùa 3 (2007)
| TT. tổng thể | TT. trong mùa phim | Tiêu đề                          | Ngày phát hành gốc  | Người xem tại U.S. (triệu) |
| ------------ | ------------------ | -------------------------------- | ------------------- | -------------------------- |
| 23           | 1                  | "12 Đầu bếp Cạnh tranh"          | 4 tháng 6 năm 2007  | 8.16                       |
| 24           | 2                  | "11 Đầu bếp Cạnh tranh"          | 11 tháng 6 năm 2007 | 8.85                       |
| 25           | 3                  | "10 Đầu bếp Cạnh tranh"          | 18 tháng 6 năm 2007 | 7.57                       |
| 26           | 4                  | "8 Đầu bếp Cạnh tranh"           | 25 tháng 6 năm 2007 | 7.43                       |
| 27           | 5                  | "7 Đầu bếp Cạnh tranh, Phần 1"   | 2 tháng 7 năm 2007  | 8.12                       |
| 28           | 6                  | "7 Đầu bếp Cạnh tranh, Phần 2"   | 9 tháng 7 năm 2007  | 7.51                       |
| 29           | 7                  | "6 Đầu bếp Cạnh tranh"           | 16 tháng 7 năm 2007 | 8.25                       |
| 30           | 8                  | "5 Đầu bếp Cạnh tranh"           | 23 tháng 7 năm 2007 | 8.89                       |
| 31           | 9                  | "3 Đầu bếp Cạnh tranh"           | 30 tháng 7 năm 2007 | 8.59                       |
| 32           | 10                 | "2 Đầu bếp Cạnh tranh"           | 6 tháng 8 năm 2007  | 8.90                       |
| 33           | 11                 | "Người chiến thắng được công bố" | 13 tháng 8 năm 2007 | 9.68                       |

### Mùa 17: Toàn sao (2017–18)
| TT. tổng thể | TT. trong mùa phim | Tiêu đề                           | Ngày phát hành gốc   | Mã sản xuất |
| ------------ | ------------------ | --------------------------------- | -------------------- | ----------- |
| 251          | 1                  | "Dàn đầu bếp toàn sao đến nơi"    | 29 tháng 9 năm 2017  | HK-1701     |
| 252          | 2                  | "Dàn đầu bếp toàn sao đến nơi"    | 6 tháng 10 năm 2017  | HK-1702     |
| 253          | 3                  | "Tòa tháp kinh hoàng"             | 13 tháng 10 năm 2017 | HK-1703     |
| 254          | 4                  | "Chỉ có chữ cái nấu ăn"           | 20 tháng 10 năm 2017 | HK-1704     |
| 255          | 5                  | "Josh, Josh, Josh"                | 3 tháng 11 năm 2017  | HK-1705     |
| 256          | 6                  | "Một phần nhỏ của Địa Ngục"       | 10 tháng 11 năm 2017 | HK-1706     |
| 257          | 7                  | "Tách mỡ"                         | 17 tháng 11 năm 2017 | HK-1707     |
| 258          | 8                  | "Chào mừng đến rừng xanh"         | 1 tháng 12 năm 2017  | HK-1708     |
| 259          | 9                  | "Thành quả của một ngày"          | 8 tháng 12 năm 2017  | HK-1709     |
| 260          | 10                 | "Thành quả của một ngày"          | 15 tháng 12 năm 2017 | HK-1710     |
| 261          | 11                 | "Cố gắng vượt qua thử thách mì Ý" | 5 tháng 1 năm 2018   | HK-1711     |
| 262          | 12                 | "Năm đầu bếp đi tiếp"             | 12 tháng 1 năm 2018  | HK-1712     |
| 263          | 13                 | "Năm đầu bếp đi tiếp"             | 19 tháng 1 năm 2018  | HK-1713     |
| 264          | 14                 | "Gia đình đến Địa Ngục"           | 26 tháng 1 năm 2018  | HK-1714     |
| 265          | 15                 | "Ba người vào chung kết"          | 2 tháng 2 năm 2018   | HK-1715     |
| 266          | 16                 | "Chung kết toàn sao"              | 2 tháng 2 năm 2018   | HK-1716     |

### Mùa 21: Trận chiến thế hệ (2022–23)
| TT. tổng thể | TT. trong mùa phim | Tiêu đề                                           | Ngày phát hành gốc   | Mã sản xuất |
| ------------ | ------------------ | ------------------------------------------------- | -------------------- | ----------- |
| 315          | 1                  | "Trận chiến bắt đầu"                              | 29 tháng 9 năm 2022  | HK-2101     |
| 316          | 2                  | "Sáng tạo với cánh gà"                            | 6 tháng 10 năm 2022  | HK-2102     |
| 317          | 3                  | "Leo lên hàng đầu"                                | 13 tháng 10 năm 2022 | HK-2103     |
| 318          | 4                  | "Trượt xuống Địa Ngục"                            | 20 tháng 10 năm 2022 | HK-2104     |
| 319          | 5                  | "Bữa sáng 911"                                    | 27 tháng 10 năm 2022 | HK-2105     |
| 320          | 6                  | "Cho đến khi đầu bếp chia cắt chúng ta"           | 10 tháng 11 năm 2022 | HK-2105     |
| 321          | 7                  | "Cách nấu cải xanh"                               | 17 tháng 11 năm 2022 | HK-2107     |
| 322          | 8                  | "Cuộc chơi bắt đầu!"                              | 1 tháng 12 năm 2022  | HK-2108     |
| 323          | 9                  | "Lễ hội Thịt HK"                                  | 8 tháng 12 năm 2022  | HK-2109     |
| 324          | 10                 | "Nâng tầm taco"                                   | 5 tháng 1 năm 2023   | HK-2109     |
| 325          | 11                 | "Cuộc thi Bịt Mắt Đoán Vị thường niên lần thứ 21" | 12 tháng 1 năm 2023  | HK-2111     |
| 326          | 12                 | "Cái quái gì ở Nhà Bếp Địa Ngục thế này?"         | 19 tháng 1 năm 2023  | HK-2112     |
| 327          | 13                 | "Bộ Ngũ Siêu Đẳng bay cao"                        | 26 tháng 1 năm 2023  | HK-2113     |
| 328          | 14                 | "Ánh sáng, máy quay, phá hoại!"                   | 2 tháng 2 năm 2023   | HK-2114     |
| 329          | 15                 | "Chung kết của các thế hệ, phần 1"                | 9 tháng 2 năm 2023   | HK-2115     |
| 330          | 16                 | "Vòng chung kết của Trận chiến Thế hệ, phần 2"    | 9 tháng 2 năm 2023   | HK-2116     |

### Mùa 22: Giấc mơ Mỹ (2023–24)
| TT. tổng thể | TT. trong mùa phim | Tiêu đề                             | Ngày phát hành gốc   | Mã sản xuất | Người xem tại Hoa Kỳ (triệu) |
| ------------ | ------------------ | ----------------------------------- | -------------------- | ----------- | ---------------------------- |
| 331          | 1                  | "The Dream Begins"                  | 28 tháng 9 năm 2023  | HK-2201     | 1.77                         |
| 332          | 2                  | "Tad Overwhelming"                  | 5 tháng 10 năm 2023  | HK-2202     | 1.99                         |
| 333          | 3                  | "Citizens of Hell's Kitchen"        | 12 tháng 10 năm 2023 | HK-2203     | 1.83                         |
| 334          | 4                  | "Gimme an H!"                       | 19 tháng 10 năm 2023 | HK-2204     | 1.85                         |
| 335          | 5                  | "Just Bring the DARN Fish!"         | 26 tháng 10 năm 2023 | HK-2205     | 2.08                         |
| 336          | 6                  | "Fusion Confusion"                  | 2 tháng 11 năm 2023  | HK-2206     | 2.19                         |
| 337          | 7                  | "All Up in Your Grills"             | 9 tháng 11 năm 2023  | HK-2207     | 1.99                         |
| 338          | 8                  | "Cooking for Your Life"             | 16 tháng 11 năm 2023 | HK-2208     | 1.98                         |
| 339          | 9                  | "More Bang for Your Buck"           | 30 tháng 11 năm 2023 | HK-2209     | 2.11                         |
| 340          | 10                 | "The Pastabilities Are Endless"     | 7 tháng 12 năm 2023  | HK-2210     | 2.05                         |
| 341          | 11                 | "A Hellish Food Fight"              | 14 tháng 12 năm 2023 | HK-2211     | 2.01                         |
| 342          | 12                 | "A Hell's Kitchen Special Delivery" | 4 tháng 1 năm 2024   | HK-2212     | 2.40                         |
| 343          | 13                 | "#HellishHangover"                  | 11 tháng 1 năm 2024  | HK-2213     | 2.35                         |
| 344          | 14                 | "Don't Be Fooled"                   | 18 tháng 1 năm 2024  | HK-2214     | 2.39                         |
| 345          | 15                 | "And Then There Were Two"           | 25 tháng 1 năm 2024  | HK-2215     | TBD                          |
| 346          | 16                 | "One Hell of an American Dream"     | 25 tháng 1 năm 2024  | HK-2216     | TBD                          |